# Gouviães e Ucanha
Gouviães e Ucanha est une paroisse civile portugaise (en portugais : freguesia) de la municipalité de Tarouca dans le district de Viseu. Elle est créée en 2013, par fusion des paroisses de Gouviães et Ucanha.

## Géographie
La paroisse est traversée par le Rio Varosa (pt), affluent du Douro.

## Histoire
La paroisse est créée par la loi no 11-A/2013 du 28 janvier 2013 portant réorganisation administrative du territoire des freguesias, en fusionnant les paroisses de Gouviães et Ucanha. Son nom officiel est União das Freguesias de Gouviães e Ucanha et son siège est fixé à Gouviães.

## Démographie
Lors du recensement de 2021, Gouviães e Ucanha compte 698 habitants.